# Костино-Быстрянский
Костино-Быстрянский — хутор в Морозовском районе Ростовской области.
Административный центр Костино-Быстрянского сельского поселения.

## Население
| 2010 |
| ---- |
| 1112 |

## Улицы
| - ул. Береговая, - ул. Грекова, - ул. Заречная, - ул. Интернациональная, - ул. Колхозная, | - ул. Комсомольская, - ул. Котельникова, - ул. Мира, - ул. Молодёжная, - ул. Первомайская, | - ул. Пионерская, - ул. Пламя Революции, - ул. Садовая, - ул. Советская, - ул. Степная. |